# Spathius poliorcetes
Spathius poliorcetes är en stekelart som beskrevs av Nixon 1943. Spathius poliorcetes ingår i släktet Spathius och familjen bracksteklar. Inga underarter finns listade i Catalogue of Life.